# Gisela Eckhardt
Gisela Eckhardt (* 28. Oktober 1926 in Frankfurt am Main; † 30. Januar 2020 in Malibu, Kalifornien) war eine deutsche, in den USA tätige Physikerin und Mitentwicklerin des Raman-Lasers.

## Leben
Eckhardt wuchs als Kind eines Frankfurter Elektrogroßhändlers auf, der aber starb, als sie erst 13 Jahre alt war. Die Lektüre von Umsturz im Weltbild der Physik von Ernst Zimmer weckte in der zwölfjährigen Schülerin an der Frankfurter Wöhlerschule das Interesse an den Naturwissenschaften.
Nach dem Abitur studierte sie Physik an der Johann Wolfgang Goethe-Universität Frankfurt am Main. Das Studium schloss sie 1952 mit Diplom ab, mit einer Diplom-Arbeit über die Ausweitung des Anwendungsbereichs von Christiansen-Filtern ins Infrarote. 1958 wurde sie promoviert. Die lange Verzögerung ihrer Doktorarbeit ergab sich teilweise aus Hindernissen, die ihr ihr Doktorvater Marianus Czerny in den Weg legte. Die Dissertation handelt vom Wärmetransport in Gläsern bis 450 Grad Celsius. Eckhardt erkannte schnell, dass sie dafür bis zu weit höheren Temperaturen messen musste, was Platinelektroden erforderte. Eckhardt gelang es zwar bald, diese auf eigene Initiative als Leihgabe aus der Industrie zu organisieren, ihr Doktorvater brauchte aber wesentlich länger, um sich von der Notwendigkeit überzeugen zu lassen.
Anschließend ging sie gemeinsam mit ihrem Ehemann Wilfried, der ebenfalls kurz zuvor in Physik promoviert wurde, in die USA. Dort arbeiteten sie zunächst für den Elektronikkonzern RCA, wobei sie an ein anderes Labor des Konzerns gehen musste, da Ehepaare damals dort nicht gemeinsam eingestellt wurden. Während ihr Ehemann im Hauptlabor in Princeton war, war sie im Halbleiterlabor in Somerville, zu etwas schlechterer Bezahlung. Ihr gelang es, eine verbesserte Methode zum Polieren von Silizium-Wafern zu erfinden, was aber ihre Karriere nicht beförderte. Man gab ihr offen zu verstehen, sie müsste als Frau doppelt so hart arbeiten wie ein Mann, um befördert zu werden.
1960 wechselte sie wie viele andere Angestellte von RCA, die mit Management und Bezahlung unzufrieden waren, in die in Kalifornien boomende Hochtechnologie-Industrie und nahm 1960 mit ihrem Ehemann ein erheblich großzügigeres Stellenangebot von Hughes Research Laboratories in Malibu an. Hier war sie 1962 an der Entwicklung des ersten Raman-Lasers beteiligt, der Nitrobenzol als flüssiges Lasermedium benutzte und einen Rubinlaser mit Güteschalter als Pumplaser. Sowohl Rubinlaser (Theodore Maiman, der erste Laser) als auch Güteschaltung (Fred McClung, nach einer Idee von Robert Hellwarth) waren zuvor an den HRL entwickelt worden in Verfolgung der Entwicklung von Laseranwendungen für das Militär (Abstandsmessung). Eric Woodbury und William Ng fanden in einem anderen Labor von Hughes Aircraft ein starkes Signal bei einer ungewöhnlichen Wellenlänge (länger als beim Rubinlaser), was Eckhardt, die Erfahrung in Ramanspektroskopie hatte, auf das Nitrobenzol des sättigbaren Absorbers im Güteschalter zurückführte und auf einen stimulierten Raman-Effekt. Mit dem Raman-Laser war es möglich, Laserstrahlen auf einem breiten Spektrum von Wellenlängen zu erzeugen. Das Patent listete Woodbury und Eckhardt als Erfinder und brauchte drei Anläufe, bis es 1968 genehmigt wurde, nachdem unter anderem Charles Townes ein positives Gutachten abgegeben hatte (das Patentamt bemängelte mangelnde Erfindungshöhe). Während der Konzern nach Schätzungen Eckhardts über 1,5 Milliarden Dollar an der Erfindung verdiente, bekam sie wie ihr Kollege nach damaliger gängiger Praxis nur 100 Dollar. Eckhardt war auch schon 1963 an der Realisierung eines ersten Raman-Lasers auf Diamant-Basis wesentlich beteiligt.
Bald nach der Patentierung wechselte sie aus persönlichen Gründen in eine Abteilung, die Methoden zur Umwandlung von Wechselstrom in Gleichstrom und umgekehrt in der Leistungselektronik entwickelte, und in der später ihr Mann ihr Laborleiter wurde. Ein Angebot, mit ihrem Mann an ein Max-Planck-Institut in Deutschland zu wechseln, schlug sie aus, da man ihr keine adäquate Bezahlung anbot – man wollte ihr nur ein Viertel des Gehalts ihres Mannes zahlen. Unter anderem befasste sie sich mit Vorgängen in Gasentladungsröhren (Flüssigmetall-Lichtbögen), mit Anwendungen auf Leistungselektronik (Hochspannungs-Gleichstromübertragung und dafür nötige Umwandlung von Wechsel- in Gleichstrom und umgekehrt), und Herstellung ohmscher Kontakte auf Halbleitern mit Hilfe von Lasern. 1982 beendete sie ihre Tätigkeit bei den Hughes-Laboratorien. Verschiedene Angebote auf Professuren schlug sie aus.
Gemeinsam mit ihrem Ehemann betrieb sie erfolgreich in den USA diverse Fotoshops als Franchise-Nehmerin.
1977 bis 1979 war sie im Executive Committee der Gaseous Electronics Conference und organisierte dort Diskussionsrunden. 1982 war sie Mitherausgeberin der Fachzeitschrift Applied Physics A (Solids and Surfaces). 2014 hielt sie einen Hauptvortrag auf der Europhoton-Konferenz in Zürich anlässlich des 50. Jahrestags ihrer Entdeckung.
Eckhardt lebte in Malibu und in Frankfurt-Sachsenhausen.

## Ehrungen
Gisela Eckhardt unterstützte die Goethe-Universität testamentarisch und hinterließ ihr 11,5 Mio. Euro. Aus den Erträgen eines Stiftungsfonds wurde an der Universität eine nach ihr und ihrem Ehemann benannte Stiftungsprofessur für Experimentalphysik, die Gisela-und-Wilfried-Eckhardt-Stiftungsprofessur, eingerichtet. Im Januar 2025 wurde die Festkörperphysikerin Olena Fedchenko auf diese Professur berufen.
Gisela Eckhardt wurde 2018 zum Ehrenmitglied des Physikalischen Vereins ernannt.
In Frankfurt-Bockenheim wurde 2024 ein zwischen Ohm- und Voltastraße gelegener Platz nach Gisela Eckhardt benannt.